# Cary (Illinois)
Cary é uma vila localizada no estado americano de Illinois, no Condado de McHenry.

## Demografia
Segundo o censo americano de 2000, a sua população era de 15.531 habitantes.
Em 2006, foi estimada uma população de 19.633, um aumento de 4102 (26.4%).

## Geografia
De acordo com o United States Census Bureau tem uma área de
13,7 km², dos quais 13,6 km² cobertos por terra e 0,1 km² cobertos por água.

## Localidades na vizinhança
O diagrama seguinte representa as localidades num raio de 8 km ao redor de Cary.